# Ban Chiang

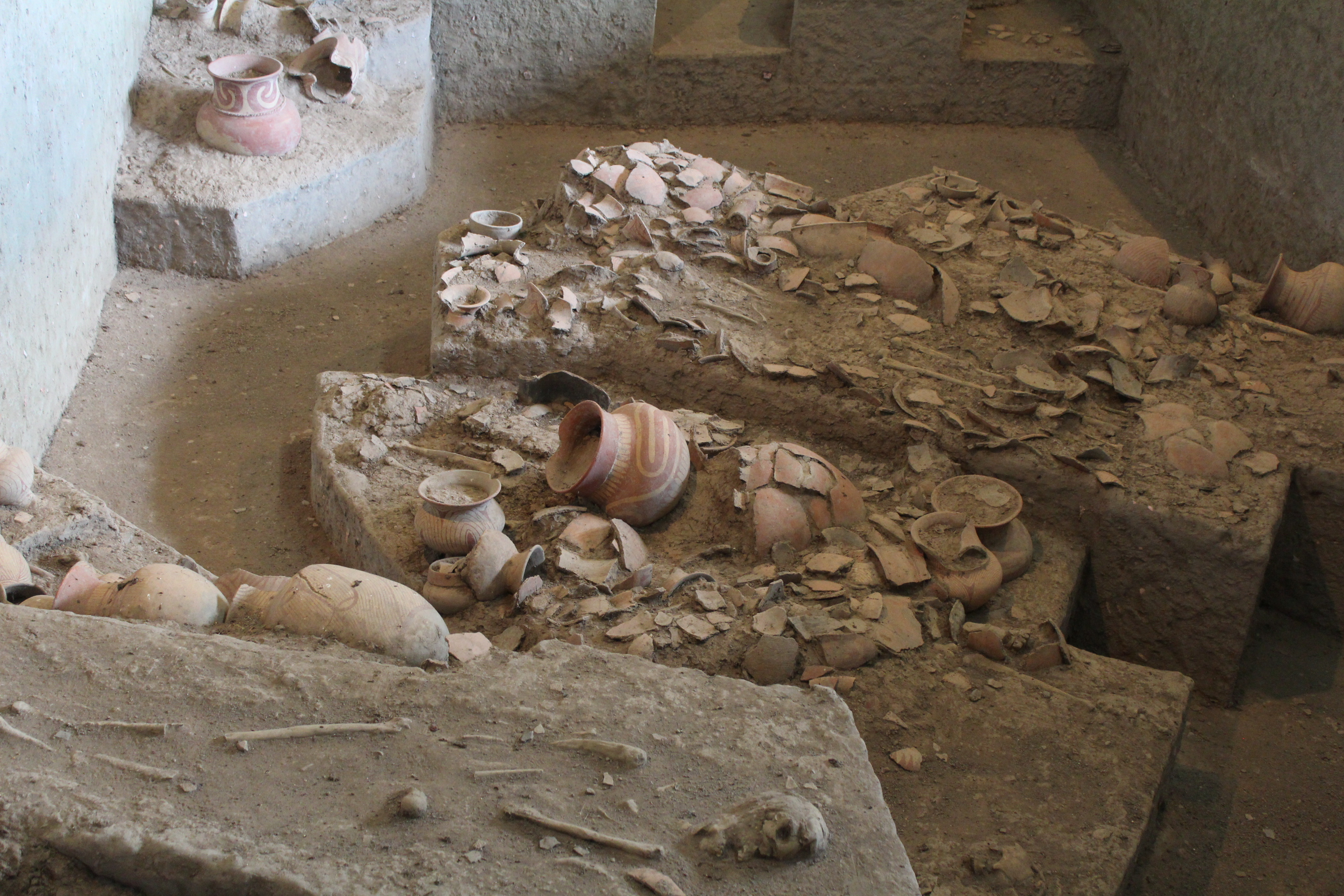
Wat Pho Si Nai cách Bảo tàng Ban Chiang khoảng một km là địa điểm khảo cổ nguyên bản duy nhất chưa bị xâm lấn bởi ngôi làng.

Ban Chiang (tiếng Thái: บ้านเชียง, phát âm tiếng Thái: [ban chiềng]) là một địa điểm khảo cổ học nổi tiếng nằm ở huyện Nong Han, tỉnh Udon Thani, Thái Lan. Nó được UNESCO công nhận là Di sản thế giới từ năm 1992. Được phát hiện vào năm 1966, địa điểm này đã thu hút được sự chú ý lớn nhờ đồ gốm sơn đỏ hấp dẫn. Nó càng được chú ý hơn khi Bộ Tư pháp Hoa Kỳ mở rộng một vụ án lớn bắt đầu từ năm 2003 liên quan đến việc buôn lậu cổ vật Ban Chiang.

## Phát hiện
Dân làng đã phát hiện ra một số đồ gốm trong những năm trước mà không hề biết về tuổi đời hay tầm quan trọng lịch sử của chúng. Vào tháng 8 năm 1966, một sinh viên khoa học chính trị của Đại học Harvard tên là Steve Young đang sống trong ngôi làng để thực hiện công việc cho luận án của mình. Ông là người quen thuộc với công việc và lý thuyết về nguồn gốc văn minh cổ xưa Đông Nam Á của Wilhelm Solheim. Một ngày nọ khi đang đi bộ trên con đường làng với giáo viên nghệ thuật trường làng đã vấp phải một gốc cây Kapok và trước mặt ông lộ ra những chiếc bình gốm nhỏ và vừa. Young nhận ra rằng các kỹ thuật được sử dụng để chế tạo các bình gốm rất thô sơ, nhưng các chi tiết bề mặt lại vô cùng độc đáo. Ông lấy mẫu và gửi cho hoàng tử Chumbhotbongs Paribatra, người có bảo tàng tư nhân Suan Pakkad ở Bangkok và Chin Yu Di của Cục Mỹ thuật Thái Lan. Một nhà nghệ thuật của Ford Foundation tên là Elisabeth Lyons đã gửi người và các mảnh gốm của Ban Chiang đến Đại học Pennsylvania để nghiên cứu.

## Khảo cổ học
Trong cuộc khai quật khoa học chính thức đầu tiên vào năm 1967, một số hài cốt cùng với nhiều hiện vật bằng đồng đã được phát hiện. Những hạt gạo vụn cũng đã được tìm thấy đã chứng minh rằng, khu vực này có những người định cư từ thời đại đồ đồng, có lẽ là những người nông dân. Những ngôi mộ cổ nhất của khu vực này không có chứa các đồ tạo tác bằng đồng và do đó có thể là từ một nền văn hóa thời đại đồ đá mới trong khi những ngôi mộ gần đây nhất có từ thời đại đồ sắt. Bình và mảnh vụn gốm được trưng bày tại các bảo tàng trên khắp thế giới, bao gồm cả Bảo tàng Nghệ thuật châu Á tại Berlin và Bảo tàng Anh tại London.
Bằng phương pháp xác định niên đại nhiệt quang (Optically Stimulated Luminescence dating) cho thấy các tạo tác có niên đại thiên kỷ thứ 5 trước Công Nguyên (năm 4420 đến năm 3400) có nghĩa là khu vực này có niên đại sớm nhất trong các di chỉ thời kỳ văn hóa đồ đồng của thế giới. Tuy nhiên với cuộc khai quật năm 1974-1975 với đầy đủ tư liệu bằng phương pháp xác định niên đại bằng đồng vị cacbon-14 (radiocarbon dating) thì niên đại của các chế tác ở đây muộn hơn, ngôi mộ cổ xưa nhất có niên đại khoảng 2100 trước Công Nguyên và muộn nhất có niên đại 200 năm sau Công Nguyên. Sự chế tác công cụ bằng đồng vào khoảng năm 2000 trước Công Nguyên được minh chứng bởi các dụng cụ nấu kim loại và các mảnh đồng. Các vật bằng đồng bao gồm: các vòng tay, nhẫn, vòng chân, dây và roi, mũi giáo, lưỡi rìu, rìu lưỡi vòm, móc, lưỡi dao và các chuông nhỏ.